# Musée historique national d'Argentine
Le musée historique national d'Argentine (Museo Histórico Nacional en espagnol) est situé à Buenos Aires, capitale de l'Argentine. Il est consacré à l'histoire du pays et expose des objets en relation avec la révolution de Mai et la Guerre d'Indépendance. Il se trouve dans la Calle (rue) Defensa, au sud du quartier de San Telmo. 

## Histoire
Le musée qui fut d'abord appelé Museo Histórico de la Capital, fut créé par l'intendant de la ville Francisco Seeber le 24 mai 1889. Adolfo Carranza fut nommé directeur du musée qui fut inauguré le 15 février 1891, sur une propriété appartenant au gouvernement national. Une partie des collections provenait de descendants des hommes importants de la révolution et de la Guerre d'Indépendance, avec lesquels Carranza avait pris contact et négocié la donation. L'autre partie provenait du Musée Public, institution formée en 1822 par Bernardino Rivadavia qui par des dispositions officielles se vit obligé de donner les objets.
Mais les objets exposés dépassaient de loin le domaine municipal, et il devint de ce fait Museo Histórico Nacional. Le musée se trouvait anciennement dans une propriété nationale située avenue Santa Fe 3951, là où fonctionne actuellement le Jardin Botanique. En 1897, lorsque la municipalité de Buenos Aires devint propriétaire des terrains vendus par Ángela Álzaga de Lezama (actuellement Parque Lezama), le musée fut transféré à la grande demeure qui faisait partie de la propriété Lezama, laissant le Jardin Botanique aux mains de la Municipalité et le Musée Historique aux mains de la Nation.
En 1997, le siège du musée, situé calle (rue) Defensa 1652, fut déclaré monument historique national.